# التجارة الخارجية للاتحاد السوفييتي

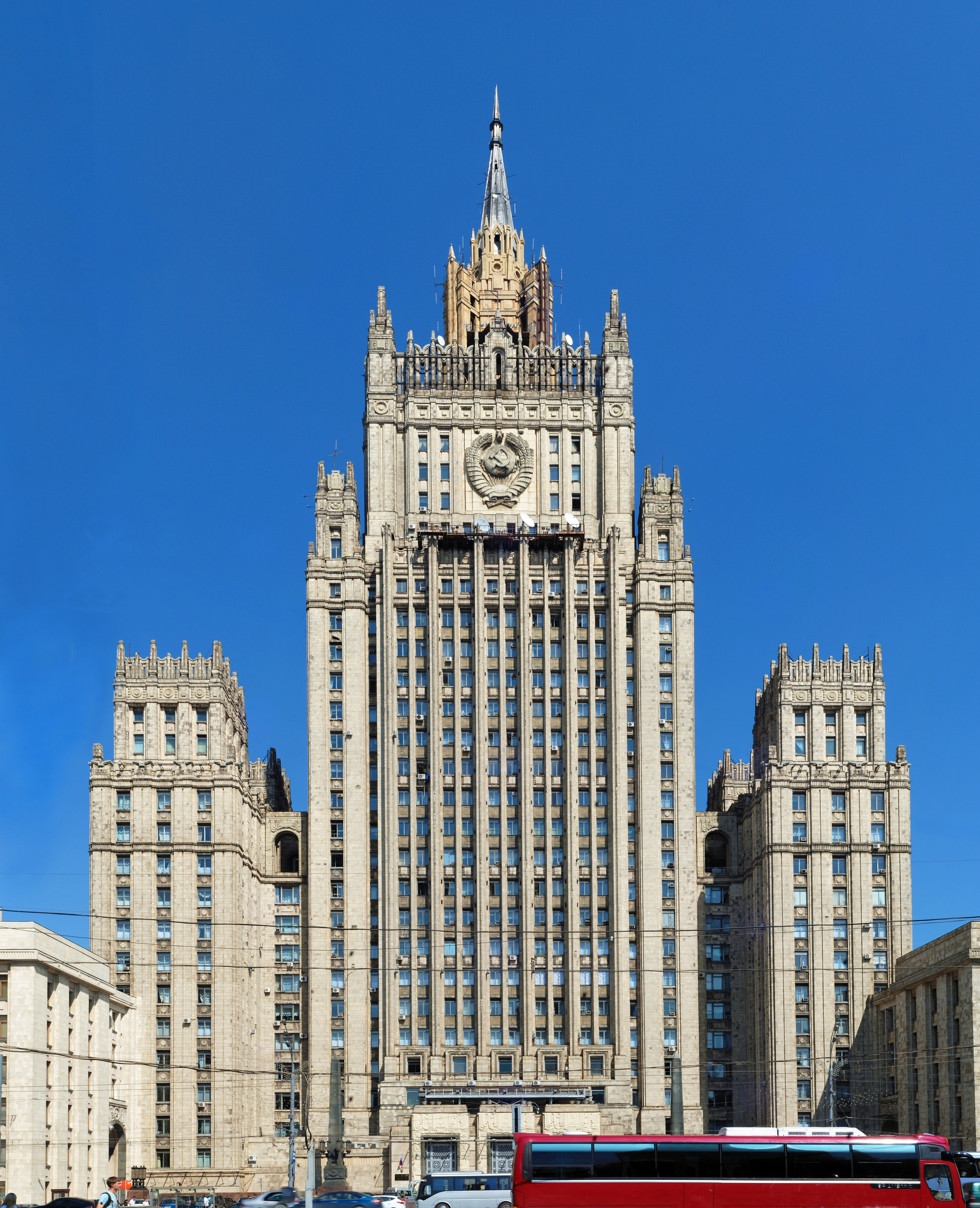
مقر وزارة الشؤون الخارجية للاتحاد الروسي ، موسكو. واحدة من المباني الستالينية السبعة المعروفة باسم الأخوات السبع.

لم تؤّدِ التجارة الخارجية السوفييتية سوى دور ثانوي في اقتصاد الاتحاد السوفييتي. ففي العام 1985، شكلت الصادرات والواردات 4% فقط من الدخل القومي الإجمالي للاتحاد السوفييتي، الذي حافظ على ذلك المستوى المنخفض نظرًا لاستطاعته الاعتماد على مخزون ضخم من الطاقة والمواد الخام، ولأنه تبنّى تاريخيًا سياسة الاكتفاء الذاتي. كما شملت النشاطات الاقتصادية الأجنبية الأخرى برامج المساعدة الاقتصادية، والتي أفادت بشكل رئيسي الدول النامية في مجلس التعاون الاقتصادي، مثل كوبا، ومنغوليا، وفيتنام.
كرّس الاتحاد السوفييتي الجزء الأكبر من أنشطته الاقتصادية الخارجية للدول الشيوعية، وخصوصًا دول أوروبا الشرقية. في العام 1988، بلغت نسبة التجارة السوفييتية مع الدول الاشتراكية 62% من إجمالي التجارة الخارجية السوفييتية. بين الأعوام 1965 و1988، شكّلت التجارة مع العالم الثالث نسبة ثابتة تراوحت بين %10 و%15 من التجارة الخارجية للاتحاد السوفييتي. تغيرت نسب التجارة مع الغرب الصناعي، لا سيما الولايات المتحدة، نتيجةَ للعلاقات السياسية بين الشرق والغرب، وكذلك تبعًا لاحتياجات الاتحاد السوفييتي على المدى القصير. في السبعينيات من القرن العشرين، خلال فترة انفراج العلاقات، اكتسبت التجارة مع الغرب أهمية على حساب التجارة مع الدول الاشتراكية. في بداية ومنتصف عقد الثمانينيات، عند تردّي العلاقات بين القوى العظمى، انخفضت نسبة التجارة السوفييتية مع الغرب لصالح تزايد التكامل مع أوروبا الشرقية.
اختلفت الطريقة التي تعامل بها الاتحاد السوفييتي فيما يتعلق بالتجارة من شريك تجاري إلى آخر. أُجريت التجارة السوفييتية مع الدول الصناعية الغربية، ما عدا فنلندا، ومعظم دول العالم الثالث بالعملة الصعبة، أي العملات التي كانت ميسورة التحويل. ونظرًا لعدم انطباق ذلك على الروبل، لم يتمكّن الاتحاد السوفييتي من الحصول على العملة الصعبة إلا من خلال بيع البضائع السوفييتية أو الذهب في السوق العالمية مقابل العملة الصعبة. لهذا السبب، فإن حجم الواردات من البلدان التي تستخدم العملة ميسورة التحويل كان متوقفًا على كمية البضائع التي صدّرها الاتحاد السوفييتي بالعملة الصعبة. وكانت الأفضلية تُمنح لاستخدام طرق بديلة للتعاون، مثل المقايضة، أو التجارة التبادلية، أو التعاون الصناعي، أو اتفاقيات التسوية الثنائية. لُجئ إلى تلك الأساليب في المعاملات مع فنلندا، وأعضاء مجلس التعاون الاقتصادي، وجمهورية الصين الشعبية، ويوغوسلافيا، وبعض دول العالم الثالث.
اختلفت أنواع السلع التجارية للاتحاد السوفيتية وفقًا للمنطقة التي يتعامل معها، فقد استورد الاتحاد المنتجات المصنّعة، والزراعية، والاستهلاكية من الدول الاشتراكية مقابل الطاقة، والسلع المصنعة. في حين حصل الاتحاد السوفييتي على العملة الصعبة مقابل تصديره الوقود وغيره من المنتجات الأولية إلى الغرب الصناعي، واستخدم تلك العملة لشراء المواد الصناعية المعقدة، والمنتجات الزراعية، لا سيما الحبوب. وعادةً ما شملت العلاقات التجارية مع دول العالم الثالث تبادل الآلات والأسلحة مقابل الأغذية الاستوائية والمواد الأولية.
تزايدت برامج المساعدات السوفييتية باضطراد من العام 1965 حتى العام 1985. ففي العام 1985 قدم الاتحاد السوفييتي 6.9 مليار دولار أمريكي تقريبًا إلى العالم الثالث على هيئة مساعدات نقدية مباشرة، أو مدفوعات ائتمان، أو معونات تجارية. تلقت الدول الشيوعية في العالم الثالث، وخصوصًا كوبا، ومنغوليا، وفيتنام، نسبة %85 من تلك المساعدات. في أواخر الثمانينيات من القرن العشرين، أعاد الاتحاد السوفييتي النظر في جدوى برامجه للمعونات. وفي ضوء انخفاض العائدات السياسية والمشاكل الاقتصادية الوطنية، لم يعُد بوِسع الاتحاد السوفييتي تحمّل الإنفاق عديم الفعالية من موارده المحدودة. بالإضافة إلى ذلك، وبدافع عدم رضاها عن المساعدة الاقتصادية السوفييتية، بدأت العديد من الدول التابعة للسوفييت بمفاوضات تجارية مع الدول الغربية.
في الثمانينيات، احتاج الاتحاد السوفييتي إلى مبالغ طائلة من العملة الصعبة لدفع ثمن واردات السلع الغذائية والإنتاجية ولدعم الدول التابعة. وعمِد الاتحاد إلى تحصيل ذلك من عائدات الصادرات ومبيعات الذهب، بالإضافة إلى الاقتراض من البنوك في لندن، وفرانكفورت، وفيينا، وباريس، ولوكسمبورغ. قفزت الواردات الضخمة من الحبوب بالدَين السوفييتي إلى مستويات جدّ مرتفعة في العام 1981. إنما أدت مواسم الحصاد الأفضل وانخفاض متطلبات الاستيراد إلى تصحيح ذلك الاختلال في التوازن في السنوات اللاحقة. ولكن بحلول أواخر العام 1985، أسفر الانخفاض في عائدات النفط إلى إعادة الدَين السوفييتي إلى المستوى الذي بلغه في العام 1981 تقريبًا. وفي نهاية نفس العام، أصبح الاتحاد السوفييتي مدينًا بمبلغ 31 مليار دولار أمريكي (قيمة إجمالية) للدائنين الغربيين، ومعظمهم من البنوك التجارية وغيرها من المصادر الخاصة.
في أواخر الثمانينيات، حاول الاتحاد السوفيتي تخفيض ديونه بالعملة الصعبة عبر خفض الواردات من الغرب وزيادة صادرات النفط والغاز إلى الغرب. كما حاول زيادة مشاركته في الأسواق والمنظمات الدولية. في العام 1987، طلب الاتحاد السوفييتي رسميًا الحصول على صفة مراقب في الاتفاقية العامة للتعريفة الجمركية والتجارة (جات)، وفي العام 1988 وقع اتفاقية تطبيع مع الجماعة الاقتصادية الأوروبية. أفسحت التغييرات الهيكلية في بيروقراطية التجارة الخارجية، ومنح حقوق التبادل التجاري المباشر لشركات محددة، والتشريعات التي تنشئ مشاريع مشتركة مع الأجانب أفسحت المجال للاقتصاد أمام الخبرة الفنية والإدارية الغربية اللازمة لتحقيق الأهداف التي حدّدها برنامج إعادة الهيكلة الاقتصادية للأمين العام للحزب الشيوعي ميخائيل جورباتشوف (بيريسترويكا).

## التطور الحاصل في احتكار الدولة للتجارة الخارجية
لطالما احتكرت حكومة الاتحاد السوفييتي كافة نشاطات التجارة الخارجية. إنما لم تولِ الحكومة أهمية لأنشطة التجارة الخارجية، سوى بعد وفاة جوزيف ستالين في العام 1953. أما قبل ذلك، فقد أبقت معارضة البلاشفة ذات الطابع الأيديولوجي للسيطرة الاقتصادية الخارجية، ورفضهم سداد ديون روسيا من الحرب العالمية الأولى، وفوضى الحرب الأهلية الروسية (1918-1921) أبقت النشاط التجاري عند الحد الأدنى المطلوب للتنمية الصناعية في البلاد. ولم تبدأ العمليات التجارية السوفييتية الفعلية إلا في العام 1921، عندما أسست الحكومةُ المفوضية الشعبية للتجارة الخارجية.
ابتداءً من العام 1921، بدأ تخفيف احتكار المفوضية الشعبية على التجارة الداخلية والخارجية، عندما تبنّت السياسة الاقتصادية الجديدة السيطرة اللامركزية على الاقتصاد. ومع أن المفوضية بقيت الطرف المسيطر، فقد أنشأ النظام السياسي غيرها من المنظمات للتعامل المباشر مع الشركاء الأجانب في عمليات بيع وشراء البضائع. شملت تلك المنظمات مكاتب الاستيراد والتصدير الحكومية، والشركات المساهمة، وشركات الاستيراد والتصدير المتخصصة، والصناديق الاستئمانية، والاتحادات المهنية، والمنظمات التعاونية، والشركات ذات المساهمة المختلطة.
مثّلت نهايةُ فترة السياسة الاقتصادية الجديدة، وبداية الخطة الخمسية الأولى (1928-1932)، والزراعة الجماعية القسرية بداية من العام 1929 مثّلت بدايات عهد ستالين. أعادت الحكومة هيكلة عمليات التجارة الخارجية وفقًا للمرسوم رقم 358، الذي صدر في فبراير من العام 1930، والذي ألغى النشاطات التجارية اللامركزية، والتي كانت خاصة بشكل رئيسي، من حقبة السياسة الاقتصادية الجديدة، وأنشأ نظامًا للاحتكار المتخصص. ثم نظّمت الحكومة بعد ذلك عددًا من شركات التجارة الخارجية تحت إشراف المفوضية الشعبية للتجارة الخارجية، تُشرف كل منها على احتكار مجموعة معينة من البضائع. وورَد ذكر احتكار التجارة الخارجية في المادة 14 من دستور الاتحاد السوفييتي للعام 1936.